# Ketambea
Genre
Ketambea est un genre d'araignées aranéomorphes de la famille des Linyphiidae.

## Distribution
Les espèces de ce genre se rencontrent en Asie.

## Liste des espèces
Selon World Spider Catalog (version 26, 14/04/2025) :
- Ketambea acuta Tanasevitch, 2017
- Ketambea allegrii (Caporiacco, 1935)
- Ketambea aseptifera Irfan, Zhang & Peng, 2022
- Ketambea falcata Irfan, Zhang & Peng, 2022
- Ketambea liupanensis (Tang & Song, 1992)
- Ketambea nigripectoris (Oi, 1960)
- Ketambea permixta Millidge & Russell-Smith, 1992
- Ketambea rostrata Millidge & Russell-Smith, 1992
- Ketambea septifera Irfan, Zhang & Peng, 2022
- Ketambea vermiformis Millidge & Russell-Smith, 1992

## Systématique et taxinomie
Ce genre a été décrit par Millidge et Russell-Smith en 1992 dans les Linyphiidae.

## Publication originale
- Millidge & Russell-Smith, 1992 : « Linyphiidae from rain forests of Southeast Asia. » Journal of Natural History, vol. 26, no 6, p. 1367-1404.